# Хрестоподібне крило

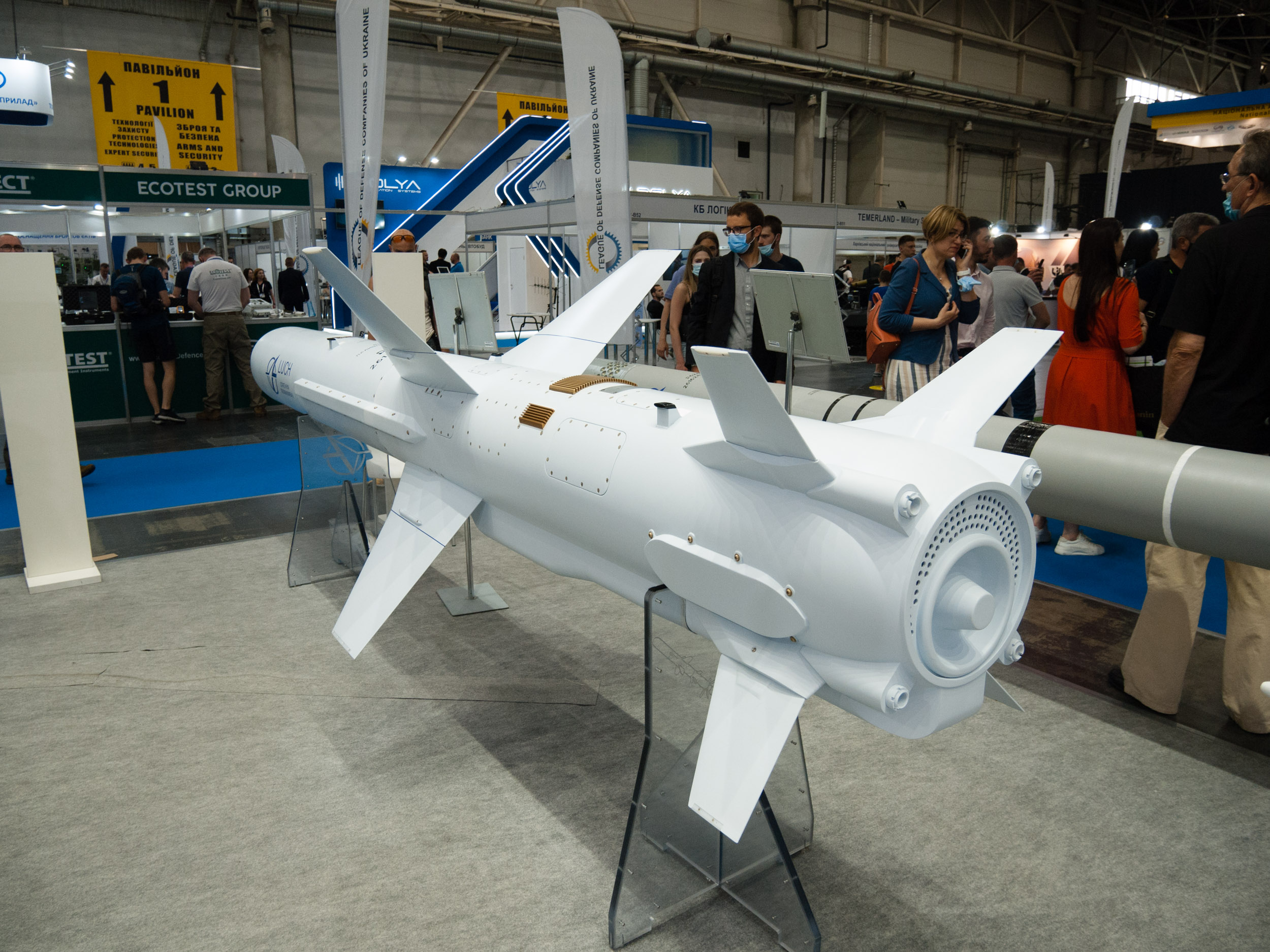
Українська протикорабельна ракета Р-360 «Нептун». На зображенні видно хрестоподібне крило та аналогічне хвостове оперення.

Хрестоподібне крило (англ. cruciform wing; також X-подібне крило, англ. X-wing) — конфігурація крила літального апарата з чотирма несними поверхнями, розташованими у формі хреста або літери X. На відміну від стабілізаторів балістичних ракет і артилерійських боєприпасів (наприклад, БОПС), які теж можуть розташовуватись у подібній конфігурації, складові хрестоподібного крила є несними повернями, тобто, вони забезпечують підіймальну силу для літального апарата. Хрестоподібним також може бути оперення.
Ракета може бути сконструйована з кутом між напівкрилами й горизонталлю, що становить як 0 і 90° (конфігурація «+»), так і 45° (конфігурація «×»).

## Опис

Конфігурація «+»

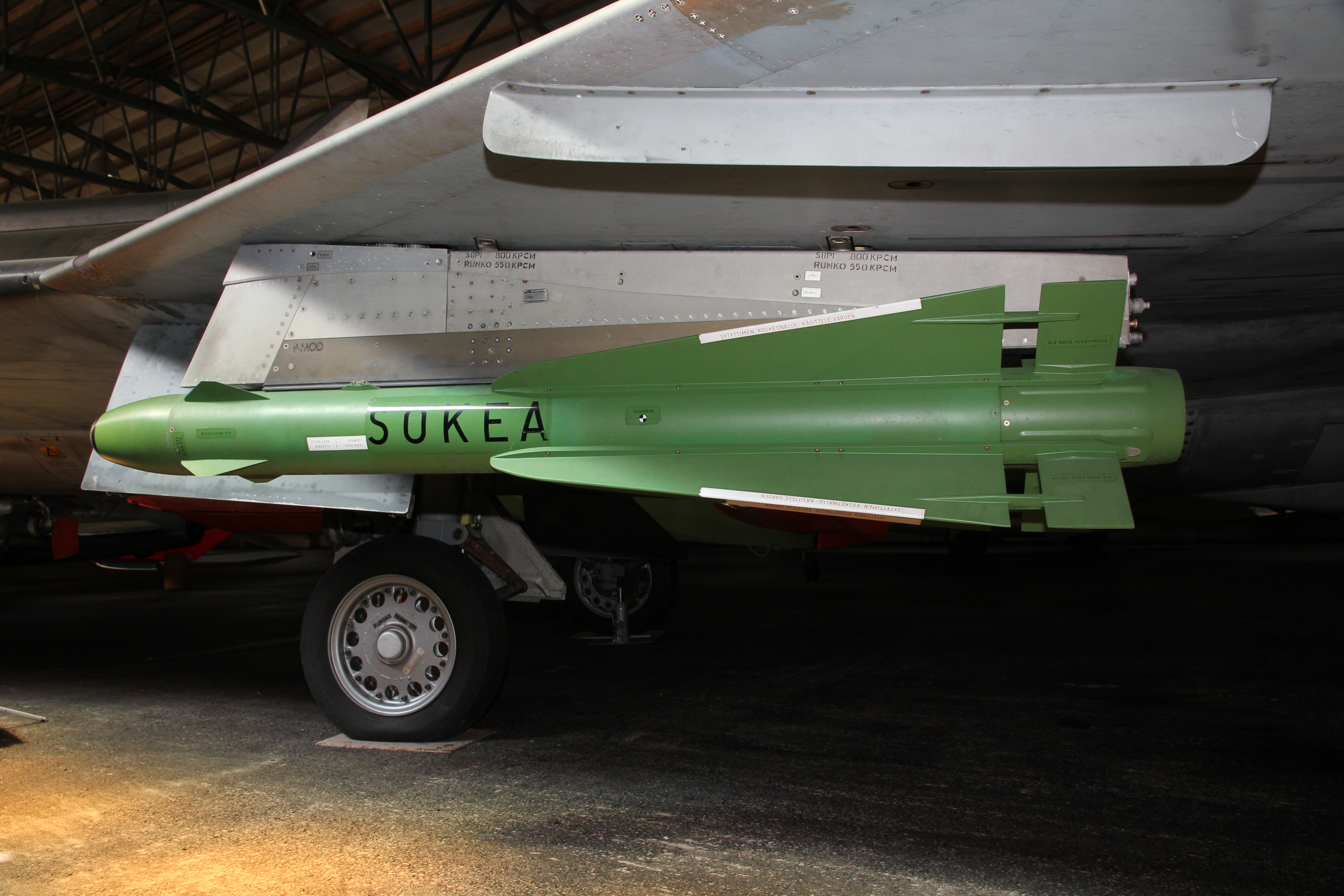
AIM-4 Falcon, хрестоподібна ракета з дельтаподібним крилом

Це компонування є одним із найпоширеніших серед небалістичних ракет, як протитанкові ракети (9М14), зенітні керовані ракети (IRIS-T, ракети комплексу С-125), ракети «повітря — повітря» (Р-73, AIM-120 AMRAAM), протикорабельні ракети («Нептун», Harpoon) тощо, а також серед деяких безпілотників («Ланцет», «Тихий грім»).
Поширеність серед ракет проти інших конфігурацій, як моноплан і трикрила схема, зумовлена тим, що хрестоподібне крило забезпечує вищу маневрову здатність завдяки можливості створення підіймальної сили в будь-якому напрямку. Також це спрощує систему керування ракетою, оскільки керувальні поверхні мають ідентичні властивості для рискання й тангажу.
На відміну від більшості ракет, для крилатих ракет (крім протикорабельних) з великою дальністю характерна схема «моноплан», оскільки вони не потребують високої маневровості, натомість важливий якнайменший аеродинамічний опір.
Хрестоподібна ракета може бути збудована з різними аеродинамічними схемами, як то нормальна схема, качка, безхвістка тощо.

## Горизонтальне X-подібне крило

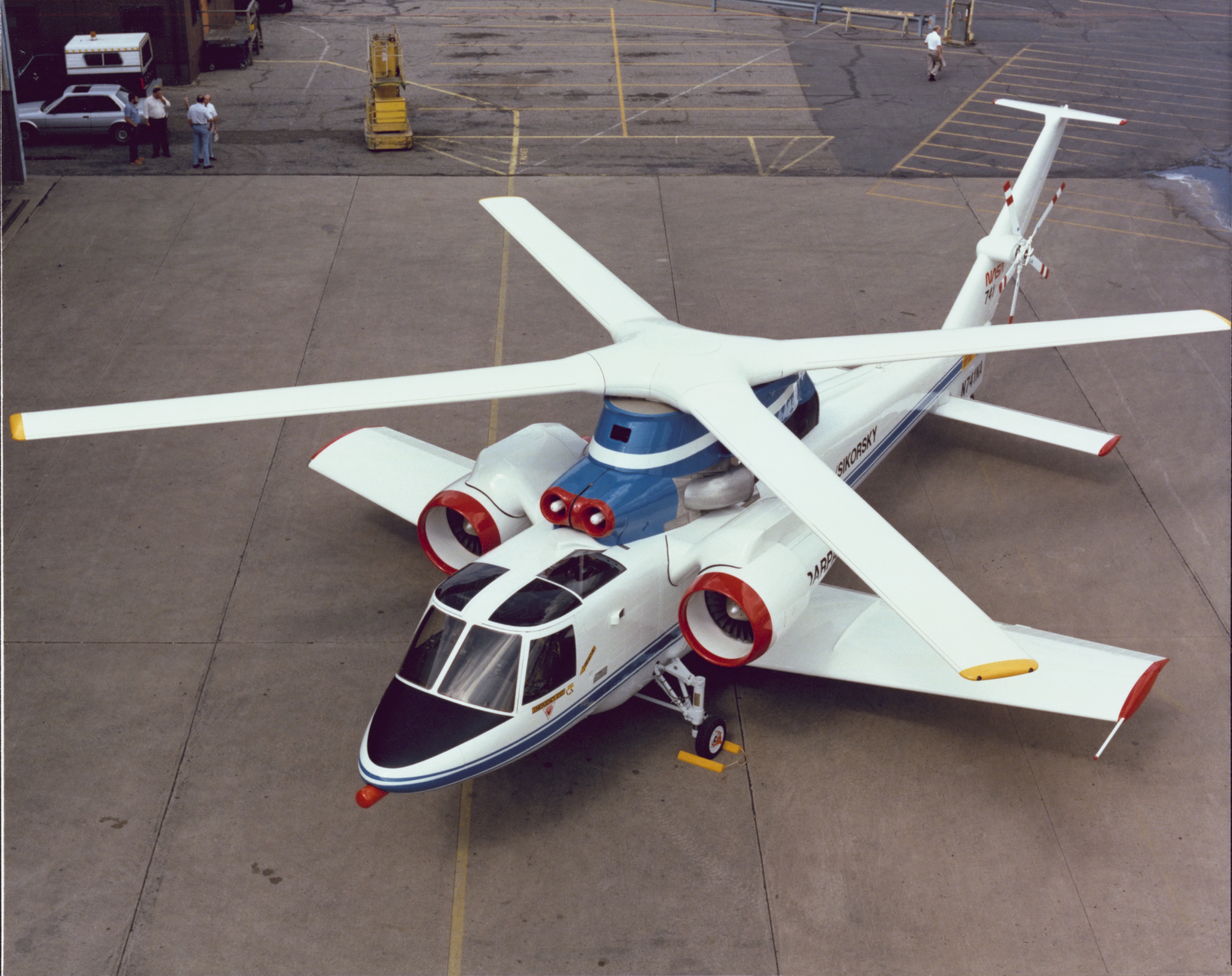
Горизонтальне X-подібне крило на Sikorsky S-72

Також існувала концепція горизонтального хрестоподібного крила, яким було обладнано низку експериментальних гвинтокрилів, як Rotor Systems Research Aircraft на базі Sikorsky S-72. Крило було призначене для вертикального злету, після чого при русі вперед носійний гвинт мав зупинятись і виконувати роль нерухомого крила.